# Linos Petridis
Linos Petridis, gr. Λίνος Πετρίδης (ur. 16 czerwca 1961) – cypryjski pływak, olimpijczyk.
Wziął udział w Letnich Igrzyskach Olimpijskich 1980. Wystartował na 100 m stylem motylkowym (odpadł w eliminacjach).